# Institutet (radioprogram)
För andra betydelser, se Institutet (olika betydelser).
Institutet var ett humoristiskt radioprogram på Sveriges radio om vetenskap, presenterat av Jesper Rönndahl och Karin Gyllenklev. Institutet är producerat av produktionsbolaget Munck och sändes mellan 2011 och 2015. 
Institutet börjades sändas sommaren 2011 och totalt gjordes nio säsonger fram till dess att sista avsnittet sändes i december 2015. 2013 vann Institutet Stora radiopriset i kategorin Årets Folkbildare och året efter vann de i kategorin Årets underhållning.
När avsnitten sänds i radion är dessa uppdelade i två delar à 60 minuter, en del på lördagen och en på söndagen. Programmen släpps samtidigt i sin helhet som poddversion på Sveriges Radios hemsida.

## Avsnitt
| Första säsongen sändes mellan 13 juni och 15 augusti 2011. 1. Lita inte på nån! 13 juni 2. Oändligheten' 20 juni 3. Ljud och ljuv musik 27 juni 4. Kommunikation 4 juli 5. Osynlighet 11 juli 6. Mittemellan 18 juli 7. Doft & stank 25 juli 8. Attraktion 1 augusti 9. Styrka 8 augusti 10. Det ballar ur! 15 augusti Andra säsongen sändes mellan 4 februari och 28 april 2012. 1. Iskallt 4 februari 2. Tiden 11 februari 3. Rysk forskning 25 februari 4. Ihop 3 mars 5. Borta 17 mars 6. Trots 24 mars 7. Snusk 7 april 8. Mindfuck 14 april 9. Försvar 28 april Tredje säsongen sändes mellan 13 oktober och 8 december 2012. 1. Luftigt 13 oktober 2. Bygge 20 oktober 3. Jubileum 27 oktober 4. Ondska 3 november 5. Hål 10 november 6. Irriterande 17 november 7. Barn 24 november 8. Mikro 1 december 9. Döda 8 december Fjärde säsongen sändes mellan 16 februari och 13 april 2013. 1. Lite blött 16 februari 2. Ingen fysik 23 februari 3. Klump 2 mars 4. Gul energi 9 mars 5. Som en boll 16 mars 6. Livet i maksinen 23 mars 7. Nils rulez 30 mars 8. Gasen i botten 6 april 9. Kodnamn jeans 13 april | Femte säsongen sändes mellan 24 augusti och 19 oktober 2013. 1. Sträv och snuvig 24 augusti 2. Rena rama raketbränslet 31 augusti 3. Drömvågligt 7 september 4. Freaks of nature 14 september 5. Smärtsam loser 21 september 6. Vinkeldiskodödsdans 28 september 7. Knas i kvadrat 5 oktober 8. Vombat i frack 12 oktober 9. Stenat flatlus 19 oktober Sjätte säsongen sändes mellan 1 februari och 29 mars 2014. 1. Far och boson 1 februari 2. Hyperlooptroop 8 februari 3. Teleportishead 15 februari 4. Billy Oceanlevel 22 februari 5. Kiss 1 mars 6. Kapten Röda Havet (Vi kommer inte på nåt bättre!) 8 mars 7. Timbukterie 15 mars 8. Bison och Fille 22 mars 9. Fingerled Zeppelin 29 mars Sjunde säsongen sändes mellan 11 oktober och 7 december 2014. 1. Håkan Hålström 11 oktober 2. Toxoplasmovitz 18 oktober 3. Lillemanholecover 25 oktober 4. Göksson Five 1 november 5. Moonie Bao 8 november 6. Biophilm Collins 15 november 7. Piggy Pop 22 november 8. Tandrea Bocelli 29 november 9. Storeggara$ap Rocky 7 december | Åttonde säsongen sändes mellan 28 mars och 23 maj 2015. 1. Cannedcer Heat 28 mars 2. Paradoxio 4 april 3. Carola Äggkvist 11 april 4. Molny Sandén 18 april 5. R. Kellyologi 25 april 6. Ultrajudas Priest 2 maj 7. Stenacious D 9 maj 8. Daruda 16 maj 9. Mindfulrik Munther 23 maj Nionde säsongen var Institutets sista och sändes mellan 3 oktober och 5 december 2015. 1. Myelleten 3 oktober 2. José Ögonzález 10 oktober 3. Skrattata 17 oktober 4. Buskmuse 24 oktober 5. Boys II Ljusfenomen 31 oktober 6. Ufoo Fighters 7 november 7. DNAt King Cole 14 november 8. Träd Hot Chili Peppers 28 november 9. De Lhi Soul 5 december - Institutet LIVE i Uppsala 16 oktober 2013 - Institutet LIVE i Stockholm 2 november 2013 - Institutet LIVE i Linköping 9 november 2013 - Institutet LIVE i Göteborg 15 maj 2014 - Kroppsvätskespecial i Norrköping 6 oktober 2014 - Nobelprispodd från Nobelmuseet 10 december 2014 - Granar rules the world 17 december 2014 - Instislutet 15 december 2015 |